# Parrya minuta
Parrya minuta là một loài thực vật có hoa trong họ Cải. Loài này được Botsch. & Vved. mô tả khoa học đầu tiên.